# فیلیپ هافمن
فیلیپ هافمن (انگلیسی: Philipp Hofmann؛ زادهٔ ۳۰ مارس ۱۹۹۳) بازیکن فوتبال اهل آلمان است.
از باشگاه‌هایی که در آن بازی کرده‌است می‌توان به باشگاه فوتبال پادربورن، باشگاه فوتبال برنتفورد، باشگاه فوتبال شالکه ۰۴، باشگاه فوتبال کایزرسلاوترن و باشگاه فوتبال اینگولشتات ۰۴ اشاره کرد.
وی همچنین در تیم‌های ملی فوتبال جوانان آلمان و جوانان آلمان و جوانان آلمان و زیر ۲۱ سال آلمان بازی کرده‌است.